# Allen H. Greenfield
Allen Henry Greenfield là một nhà huyền bí học, nhà nghiên cứu UFO, và là tác giả người Mỹ từng tham gia lâu dài vào phong trào Illuminati tự do. Ông được Đại tư tế Michael Bertiaux ở Chicago, Illinois ban cho pháp danh thần bí là Tau Sir Hasirim vào năm 1986 và 1991.

## Tiểu sử
Greenfield được bầu chọn làm hội viên huyền bí học của Hội đồng Ngộ đạo Neopythagorean vào năm 1986 và một lần nữa vào năm 1994, và tiếp tục được Giáo chủ William Breeze thánh hiến trong hội đoàn huyền bí học Ordo Templi Orientis (OTO) vào năm 1987 và sau đó một lần nữa bởi Tổng Giáo chủ David Scriven của họ, nhưng từ lâu đã chia tay với OTO để ủng hộ phong trào Illuminati tự do trên diện rộng. Chức danh giáo sĩ của ông gọi là "Tau" đôi khi được viết tắt là "T" và được đặt trước cái tên hợp pháp của ông, và do đó tên ông cũng có thể được gọi là T Allen Greenfield. Từng là cựu thành viên của Ordo Templi Orientis và là biên tập viên của tạp chí Eulis Lodge LAShTAL, Greenfield gần đây đã trở thành người chỉ trích ban lãnh đạo cấp cao của Hội. Tháng 2 năm 2006, ông kêu gọi họ từ chức và khước từ mọi nhiệm vụ quản lý để phản đối, đưa ra lời chỉ trích mạnh mẽ đối với Giáo chủ Bên ngoài hiện tại của Hội, William Breeze.
Từng là thành viên (được bầu) của Hội Nghiên cứu Ngoại cảm và Ủy ban Điều tra Quốc gia về các Hiện tượng Không trung (từ năm 1960), ông đã hai lần nhận giải thưởng "Nhà nghiên cứu UFO của Năm" từ Hội nghị UFO Quốc gia (năm 1972 và 1992).
Cuốn sách mang tên Secret Cipher of the UFOnauts ("một cuốn sách rất kỳ lạ, ngay cả đối với lĩnh vực UFO học") của Greenfield thảo luận về UFO dựa theo thuật ngữ có nguồn gốc từ nhà tâm lý học Carl Jung, theo Robert Anton Wilson cho biết. Cuốn sách tiếp theo nhan đề The Story of the Hermetic Brotherhood of Light của ông viết về cuộc thảo luận giữa Thánh đoàn Ánh sáng Hermes với Đại đoàn Luxor của Helena Blavatsky nhưng theo một nhà phê bình trên tờ Aries, được sử dụng "một cách cẩn thận". Tác phẩm The Compleat Rite of Memphis của ông là một cuốn lịch sử toàn diện về Nghi lễ Hội Tam điểm Ai Cập, và ông đã biên tập một ấn bản được ủy quyền, có chú thích tác phẩm Liber Thirty-One của Charles Stansfeld Jones.
Greenfield đã cống hiến tám năm qua cho Phong trào Illuminati Tự do hoặc Giáo đoàn Illuminati trên toàn thế giới hiện có ít nhất ba nghìn thành viên.

## Tác phẩm
- Silver Bridge, của Gray Barker, Allen Greenfield đề tựa. Saucerian Books, 1970. Số Danh mục của Thư viện Quốc hội Hoa Kỳ 70-119512.
- Saucers and Saucerers. PANP Press, 1975.
- The Complete Secret Cipher of the UFOnauts. PARANOIA Publishing, 2016. ISBN 978-1-365-20939-0
- Secret Cipher of the UFOnauts. Illuminet Press, 1994; Bản có chỉnh sửa của Manutius Press, 2005. ISBN 1-4116-6759-X
- The Story of the Hermetic Brotherhood of Light. Looking Glass Press, 1997. ISBN 91-88708-03-9
- The Compleat Rite of Memphis. Luxor Press, 1998. ISBN 1-891948-01-6
- Liber Thirty-One (Ấn bản được ủy quyền bởi C.S. Jones (Frater Achad); T Allen Greenfield biên tập và chú thích. Luxor Press, 1998. ISBN 1-891948-00-8
- The Book of Lies: The Disinformation Guide to Magick and the Occult. Richard Metzger chủ biên; Allen Greenfield đóng góp. Disinformation Books, 2003. ISBN 0-9713942-7-X
- Secret Rituals of the Men in Black. Manutius Press, 2005. ISBN 1-4116-6764-6
- The Roots of Modern Magick: Glimpses of the Authentic Tradition from 1700-2000, An Anthology. Bản có chỉnh sửa, Manutius Press, 2006. ISBN 978-1-4116-8978-7
- The Compleat Rite of Memphis. Bản có chỉnh sửa, Createspace, 2014. ISBN 978-1502371867
- Christ and the Master Therion. Bản có chỉnh sửa, của T Allen Greenfield (tác giả), Charles Stansfeld Jones (tác giả). Createspace, 2012. ISBN 978-1478292722
- Angel Spells: The Enochian Occult Workbook Of Charms, Seals, Talismans And Ciphers.  của Maria D' Andrea (tác giả), Sean Casteel (tác giả), William Alexander Oribello (tác giả), Giám mục Allen Greenfield (tác giả), Timothy Green Beckley (đề tựa). Inner Light - Global Communications, 2014. ISBN 978-1606111642